# Strandfaraskip Landsins

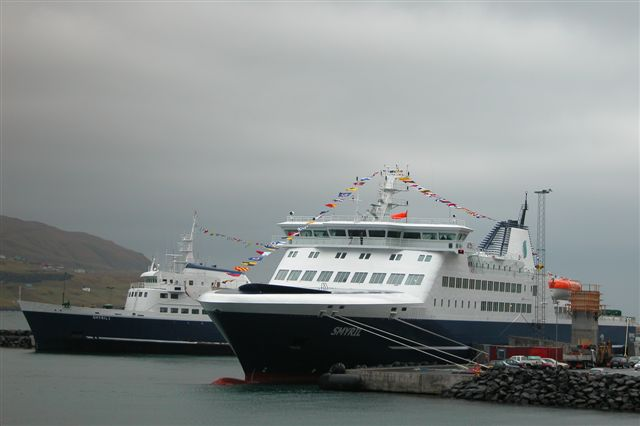
Das Fährschiff Smyril bei seiner Einweihung 2005 im Hafen von Tvøroyri. Diese Fähre bedient die Streckenverbindung zwischen Tórshavn und Tvøroyri auf Suðuroy. Im Hintergrund die Vorgängerfähre.

Strandfaraskip Landsins (kurz: SSL, Übersetzung in etwa: Landesküstenschifffahrt, häufig kurz Strandferðslan genannt) ist die staatliche Regionalverkehrsgesellschaft der Färöer mit Sitz in Tvøroyri. Sie betreibt den öffentlichen Nahverkehr mit Fähren zwischen den Inseln und mit Bussen auf den Inseln. Das Unternehmen betreibt noch 5 Lastkraftwagen und andere Ausrüstung für den Schiffsumschlag in den Häfen von Tórshavn, Tvøroyri (Krambatangi Fährhafen) und Klaksvík.
Strandfaraskip Landsins besitzt eine Flotte von acht Fähren: Herjólfur III, Ritan, Sam, Sildberin, Smyril, Teistin, Ternan und das 2020 neu gebaute Ersatzschiff Erla Kongsdóttir.

## Überblick

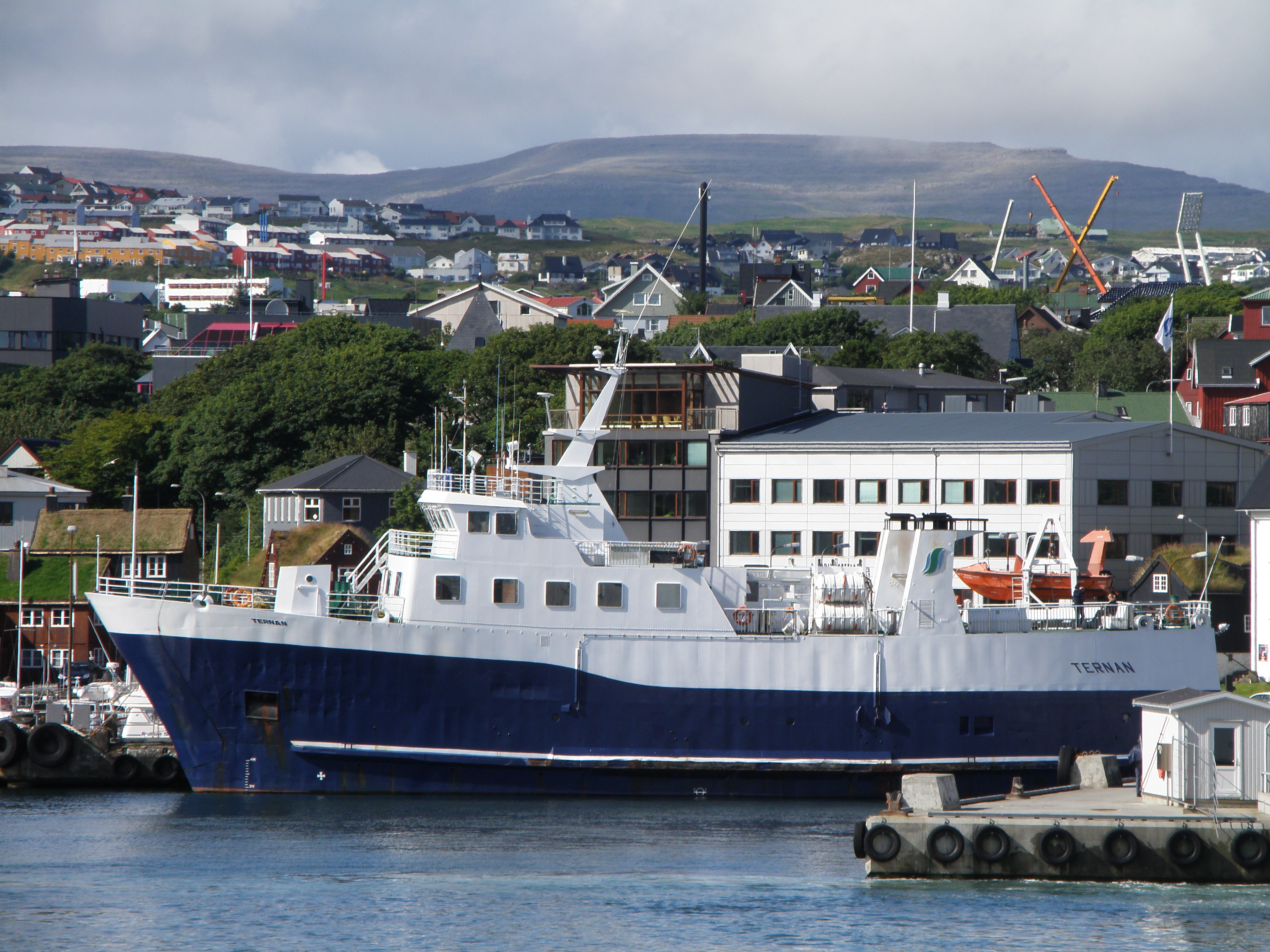
Das Fährschiff Ternan, seit 2024 verkehrt sie täglich zwischen Gamlarætt auf Streymoy und Hestur.

Die Ternan wurde vor Inbetriebnahme des Nordinselntunnels und des Vágartunnels für die Fährverbindungen zwischen Leirvík, Eysturoy und Klaksvík, Borðoy sowie zwischen Vestmanna, Streymoy und den Fähranleger Oyrargjógv, Slættanes, Vágar eingesetzt. Inzwischen bedient sie die stark frequentierte Strecke von Tórshavn nach Nólsoy. Da die Ternan eine Autofähre ist, besteht nun die Möglichkeit, einen PKW mit auf die Insel zu nehmen – was allerdings mangels hinreichender Straßen wenig sinnvoll ist. Einheimische nutzen die Möglichkeit, um damit ihre Einkäufe zu transportieren. Für die Ternan, die technisch nicht mehr im besten Zustand ist, ist bereits eine neue Fähre in Planung, ebenfalls mit Autotransport.
Die Fähre Dúgvan, die ebenfalls zwischen Leirvík, Eysturoy und Klaksvík, Borðoy eingesetzt und durch den Nordinselntunnel obsolet wurde, wurde 2006 außer Dienst gestellt und nach Kap Verde verkauft. Stattdessen fährt dort nun ein Bus. Weitere ehemalige SSL-Fähren waren die Másin (2012 abgewrackt) und die Tróndur (an Private verkauft, Bereitschaftsschiff der färöischen Küstenwache, inzwischen abgewrackt). Vom 2. April 2019 bis 2021 bediente die Spógvin (Regenbrachvogel), vormals Alpha Pilot, die Linie Gamlarett – Hestur im reinen Personenverkehr, die Teistin fährt weiterhin einige Touren zum Transport von Fahrzeugen und größeren Frachten. Die Hasfjord wurde im Juli 2023 verkauft, die Route 85 von Skopun nach Gamlarætt wurde darauf eingestellt.
Neben den genannten größeren Fähren ist im Fahrplan von Strandfaraskip Landsins das Motorboot Jósup, das die Route zwischen Sørvágur und Mykines bedient und der Sp/f Mykines in Sørvágur gehört.
Die Überlandbuslinien der Färöer (Bygdaleiðir) werden von SSL betrieben.
Daneben besaß Strandfaraskip Landsins noch die Spedition Farmaleiðir, welche mittlerweile privatisiert und 2006 von Heri Thomsen, einer Tochtergesellschaft von Eimskip, übernommen wurde. 2007 wurden alle Aktivitäten von Heri Thomsen, Farmaleiðir und Faroe Ship (2004 mit Eimskip fusioniert) unter dem Namen Faroe Ship zusammengelegt.

## Linien

### Fährlinien

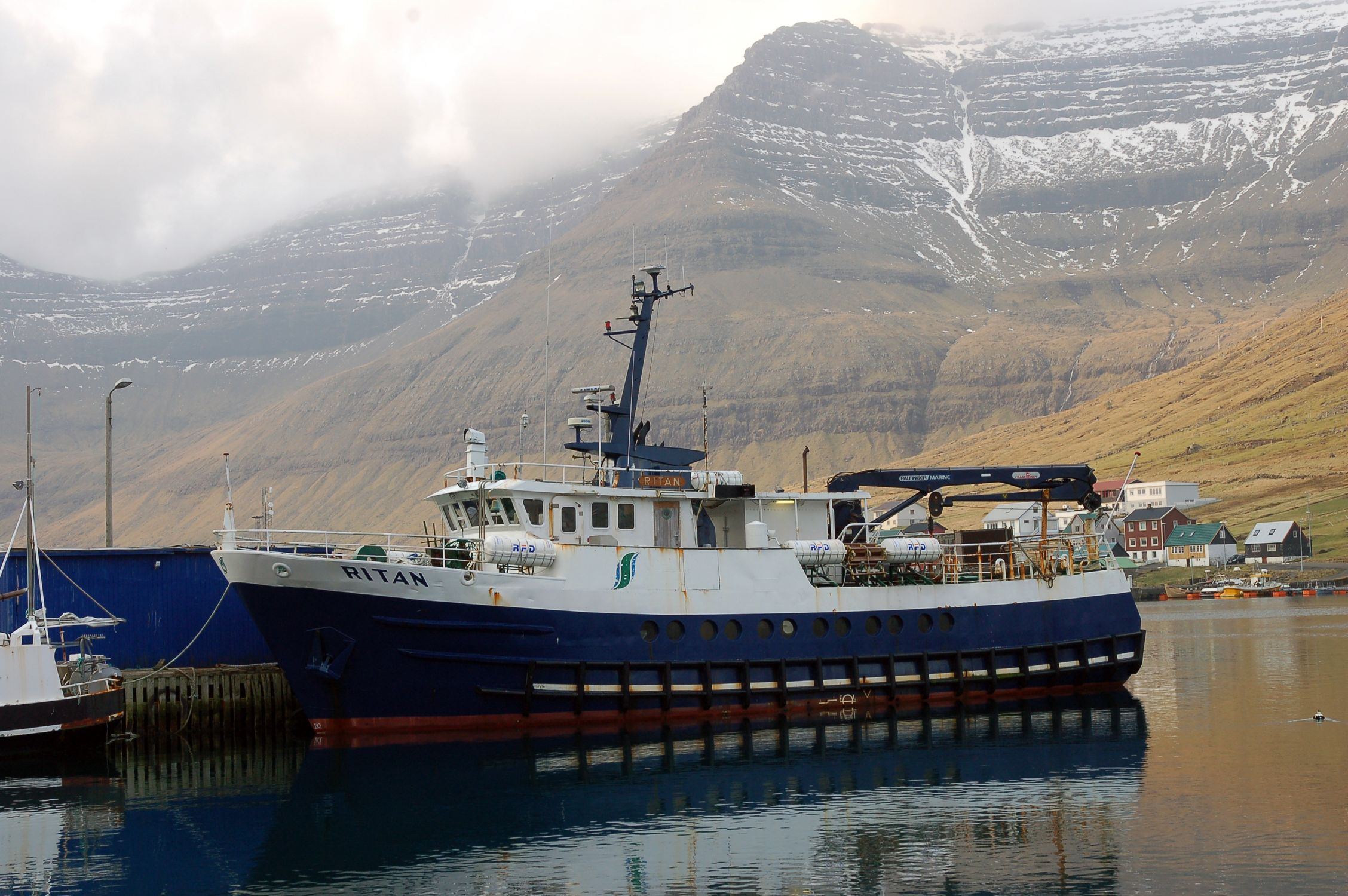
Die Personenfähre Ritan im Hafen von Hvannasund bedient die Linie zwischen Viðoy, Svínoy und Fugloy.

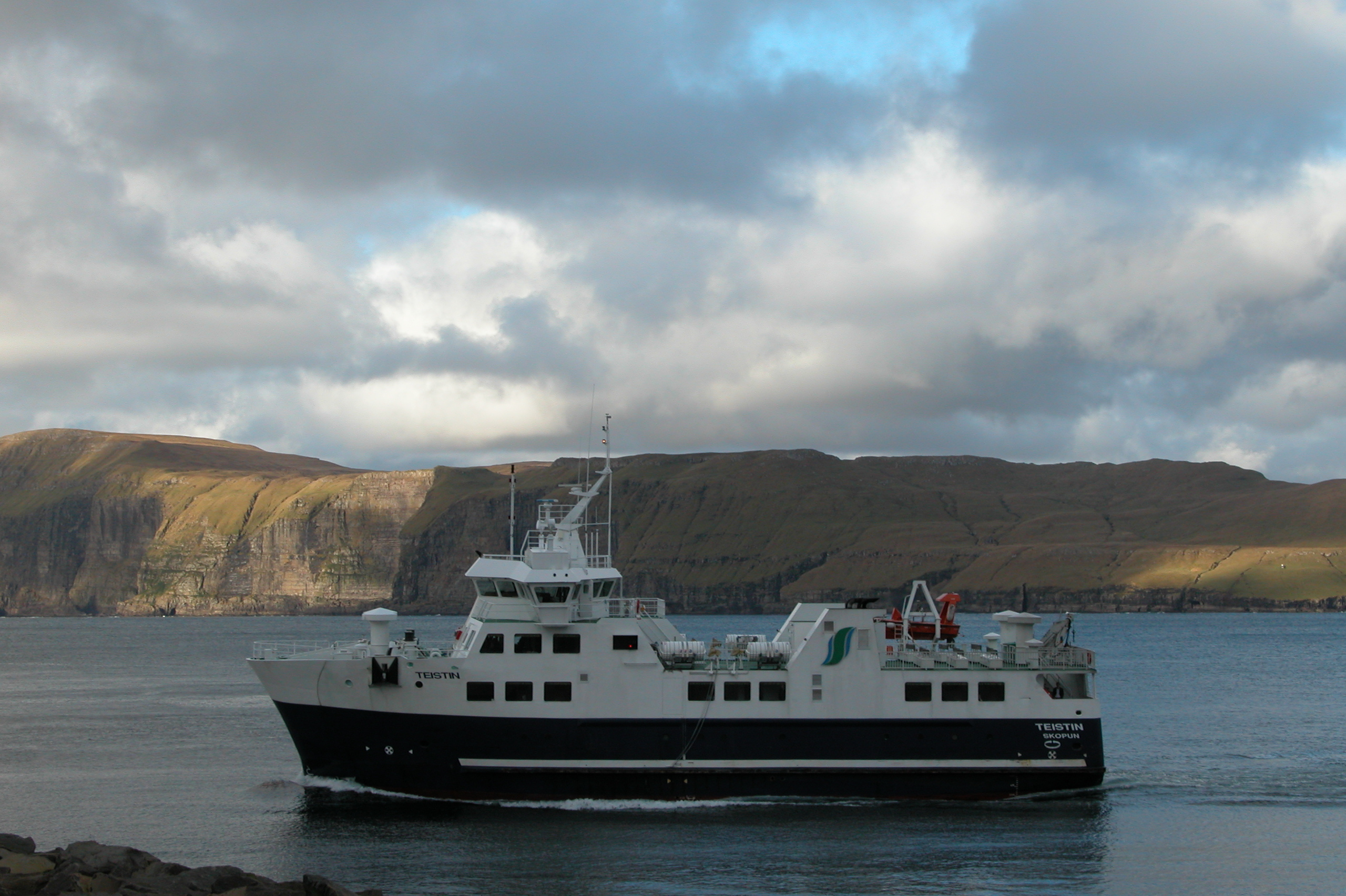
Das Fährschiff Teistin sicherte von 2001 bis 2023 die Verbindung zwischen Gamlarætt auf Streymoy und Skopun auf Sandoy. Seit 2024 verkehrt sie täglich zwischen Tórshavn und Nólsoy.

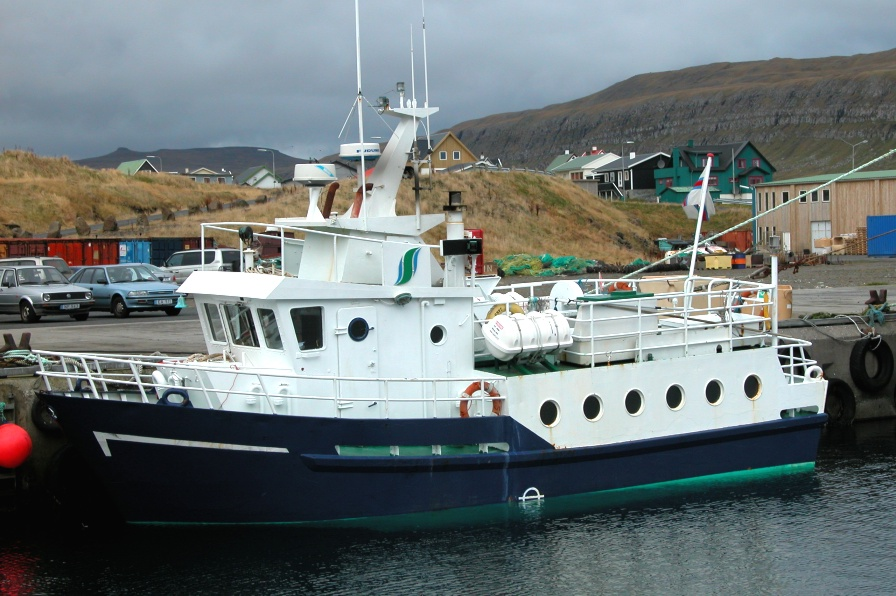
Das Fährschiff Sildberin im Hafen von Sandur bedient die Linie von Sandoy nach Skúvoy.

| Linie | Route                                                                           | Fähre                       | Routenkarte                            |
| ----- | ------------------------------------------------------------------------------- | --------------------------- | -------------------------------------- |
| 070   | Tvøroyri – Tórshavn                                                             | Smyril                      | Fährlinien der Strandfaraskip Landsins |
| .8.   | Tórshavn – Tvøroyri (eingestellt nach Vermietung der Herjólfur III nach Island) |                             | Fährlinien der Strandfaraskip Landsins |
| .36.  | Sørvágur – Mykines                                                              | Jósup, Eigner: Sp/f Mykines | Fährlinien der Strandfaraskip Landsins |
| .56.  | Klaksvík – Syðradalur                                                           | Sam                         | Fährlinien der Strandfaraskip Landsins |
| .58.  | Hvannasund – Svínoy – Kirkja – Hattarvík                                        | Ritan                       | Fährlinien der Strandfaraskip Landsins |
| .60.  | Skopun – Gamlarætt (eingestellt nach Eröffnung des Sandoyartunnilin)            |                             | Fährlinien der Strandfaraskip Landsins |
| .61.  | Gamlarætt – Hestur                                                              | Erla Kongsdóttir            | Fährlinien der Strandfaraskip Landsins |
| .66.  | Sandur – Skúvoy                                                                 | Sildberin                   | Fährlinien der Strandfaraskip Landsins |
| .85.  | Skopun – Gamlarætt (eingestellt nach Verkauf der Hasfjord)                      |                             | Fährlinien der Strandfaraskip Landsins |
| .90.  | Tórshavn – Nólsoy                                                               | Teistin                     | Fährlinien der Strandfaraskip Landsins |

### Buslinien

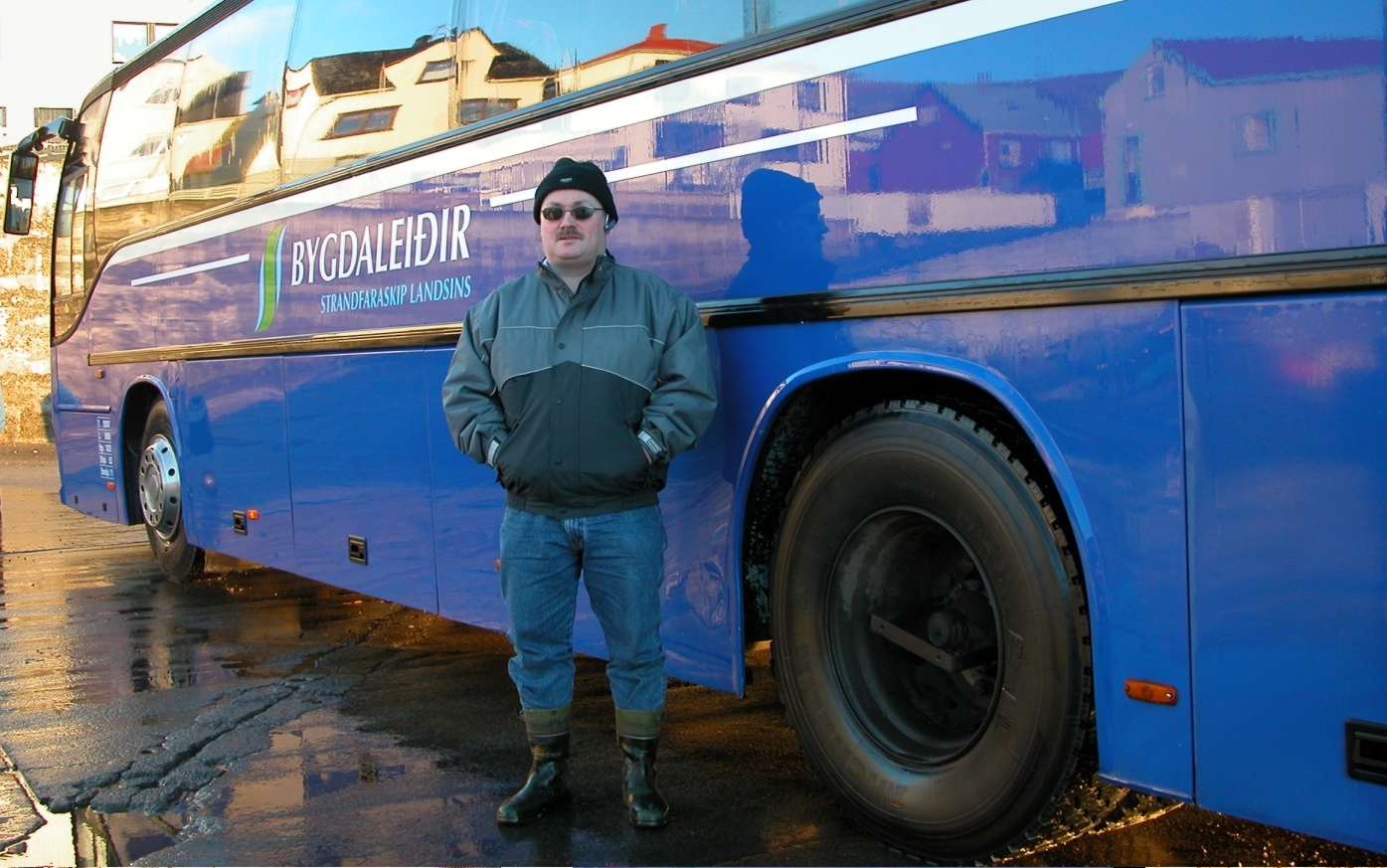
Bus von Strandfaraskip Landsins in Porkeri

| Linie | Route |
| ----- | --- |
| 100   | Tórshavn – Kollafjørður – Kvívík – Vestmanna                                                                                 |
| 200   | Oyrarbakki – Eiði |
| 201   | Oyrarbakki – Eiði – Gjógv Oyrarbakki – Funningur – Gjógv                                                                     |
| 202   | Oyrarbakki – Tjørnuvík |
| 223   | Hósvík – Kambsdalur |
| 300   | Tórshavn – Kollafjørður – Sandavágur – Miðvágur – Flughafen Vágar – Sørvágur                                                 |
| 350   | Tórshavn – Flughafen Vágar – Gásadalur                                                                                       |
| 400   | Klaksvík – Leirvík – Gøtudalur – Søldarfjørður – Skálafjørður – Oyrarbakki – Kollafjørður – Tórshavn                         |
| 401   | Klaksvík – Leirvík – Gøtudalur – Søldarfjørður – Runavík – Tórshavn                                                          |
| 410   | Fuglafjørður – Kambsdalur – Gøtudalur – Leirvík – Klaksvík                                                                   |
| 440   | Selatrað – Strendur – Skála – Skálafjørður – Søldarfjørður – Runavík – Toftir                                                |
| 442   | Runavík – Rituvík – Æðuvík                                                                                                   |
| 444   | Kambsdalur – Søldarfjørður – Skálafjørður                                                                                    |
| 450   | Tórshavn – Runavík – Toftir – Strendur                                                                                       |
| 481   | Skálafjørður – Hellurnar – Oyndarfjørður                                                                                     |
| 500   | Klaksvík – Árnafjørður – Hvannasund – Viðareiði                                                                              |
| 504   | Klaksvík – Haraldssund – Kunoy                                                                                               |
| 506   | Trøllanes – Mikladalur – Húsar – Syðradalur                                                                                  |
| 600   | Skálavík – Sandur – Inni í Dal – Skopun                                                                                      |
| 601   | Dalur – Húsavík – Sandur – Inni í Dal – Skopun                                                                               |
| 650   | Sandur – Inni í Dal – Gamlarætt – Glasir – Landssjúkrahúsið (Nationales Krankenhaus) – Steinatún – Farstøðin (Tórshavn Havn) |
| 700   | Sumba – Lopra – Vágur – Porkeri – Hov – Øravík – Ferjulegan (Fähranleger) – Tvøroyri                                         |
| 701   | Fámjin – Øravík – Ferjulegan (Fähranleger) – Tvøroyri – Nes – Hvalba – Sandvík                                               |

## Ehemalige Schiffe
- Dúgvan

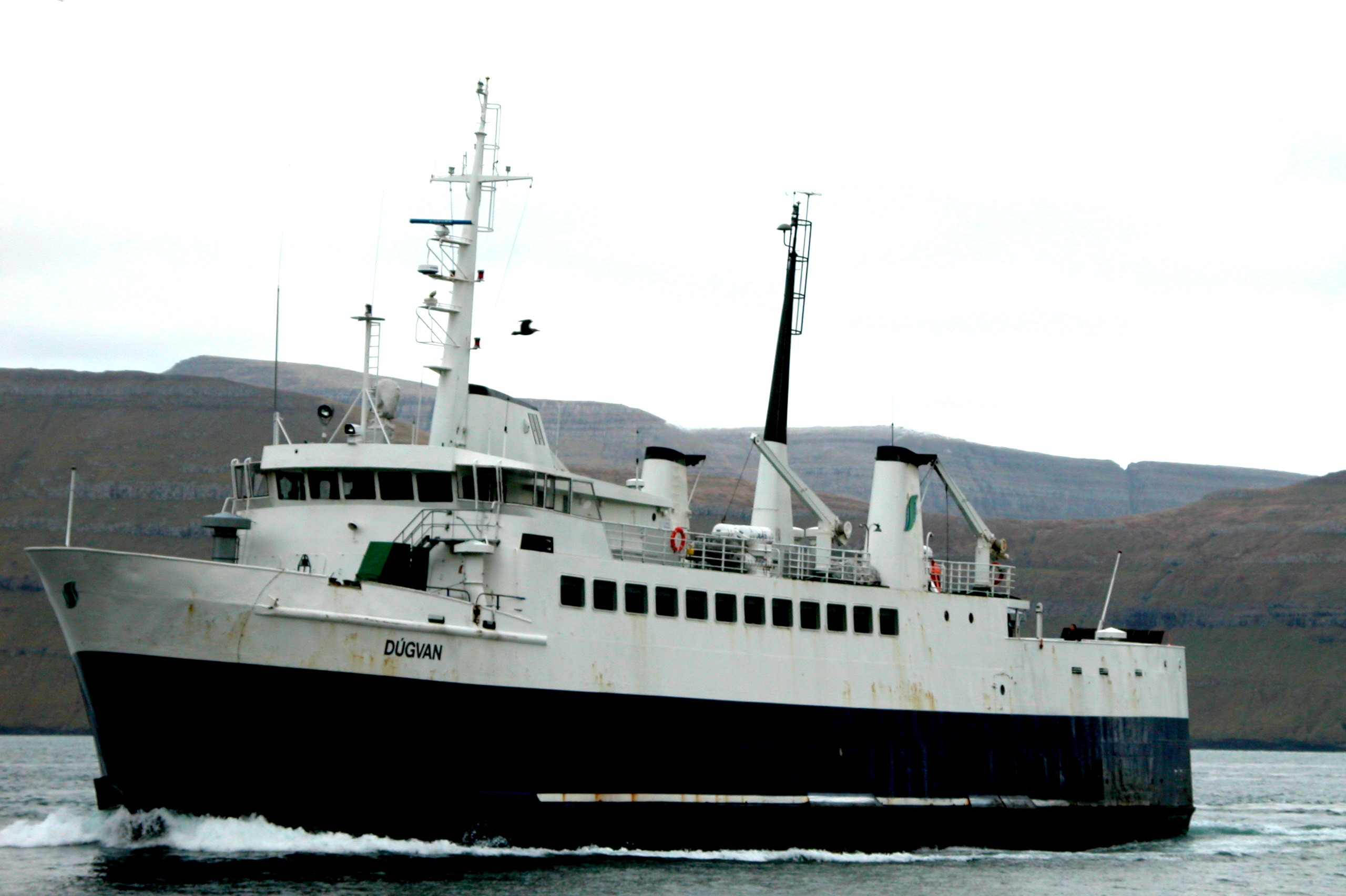
Dúgvan (Aufnahme 2003)

  - Strendur – Toftir – Tórshavn (1985–1993)
  - Klaksvík – Leirvík (ca. 1995 – 29. April 2006)
- Hasfjord
  - Skopun – Gamlarætt (12. Mai 2020 – 2022)
- Másin
  - Tórshavn – Sandoy (1967–1972)
  - Hvannasund – Svínoy – Kirkja – Hattarvík (bis 2010)
- Spógvin
  - Gamlarætt – Hestur (2. April 2019 – 2021)
- Teistin
  - Tórshavn – Suðuroy und Tórshavn – Klaksvík (April 1980 – 1982)
- Tróndur
  - Strendur – Toftir – Tórshavn
  - Tórshavn – Skopun (bis 1991)
  - Gamlarætt – Skopun (1991–2001)

## Ehemalige Hubschrauberdienste
Von 1984 bis 1994 wurden regionale Liniendienste mit Hubschraubern durchgeführt. Der Hubschrauberverkehr, der früher auch von Strandfaraskip Landsins betrieben wurde, wurde inzwischen von Atlantic Airways übernommen.